# Florian Houssier
Florian Houssier (né le 21 juin 1966) est un psychologue clinicien et psychanalyste français. Il est professeur de psychologie clinique et psychopathologie à l'université Sorbonne-Paris-Nord.

## Biographie
Il soutient en 1998 une thèse de doctorat en psychopathologie fondamentale et psychanalyse, intitulée « Le recours à l’acte délictueux à l’adolescence : fonction de la limite entre monde interne et monde externe », dirigée par Annie Birraux, à l'université Paris-Diderot. Il est maître de conférences à l'université Paris-Descartes. Il soutient une habilitation universitaire intitulée « Le langage de l’acte à l’adolescence, entre processus et psychopathologie. Destins des désirs transgressifs dans le lien père-fils » en 2011, et est nommé en 2013 professeur de psychologie clinique et psychopathologie à l'université Paris-XIII. Il est membre statutaire de l'« Unité transversale de recherche en psychogenèse et psychopathologie » (UTRPP - EA 4403) dont il est directeur-adjoint en 2018.

## Activités éditoriales et institutionnelles
Il s'intéresse aux questions liées à l'adolescence et à la pédagogie psychanalytique. Dans son livre L’école d’Anna Freud, il s'intéresse à l'école fondée par Anna Freud à Hietzing, un quartier de Vienne, avec Eva Rosenfeld et Dorothy Burlingham. Cette école était inspirée à la fois par la psychanalyse et par la pédagogie nouvelle, notamment la pédagogie par les projets. Il s'intéresse aux travaux d'August Aichhorn dont il édite plusieurs textes et à Paul Federn. Il étudie la correspondance entretenue durant dix ans par Eduard Silberstein avec Freud, durant leur adolescence à Vienne. Seules les quatre-vingts lettres écrites par Freud sont conservées. Il est l'auteur de plusieurs entrées du Dictionnaire Freud, dirigé par Sarah Contou-Terquem.
Il est psychanalyste, membre du CILA (Collège international de l'adolescence), qu'il dirige depuis 2015

## Publications

### Ouvrages
- (dir.) avec François Marty (trad. de l'allemand), August Aichhorn : cliniques de la délinquance, Nîmes, Champs social, 2007, 244 p. (ISBN 978-2-35371-014-0)
- (dir.) avec François Marty (trad. de l'anglais), Éduquer l'adolescent ? : pour une pédagogie psychanalytique, Nîmes, Champs social, 2007, 256 p. (ISBN 978-2-35371-011-9)
- (dir.) La violence de l’image, Paris, In Press, 2009, 246 p. (ISBN 978-2-84835-163-6)
- Anna Freud et son école : créativité et controverses, Paris, CampagnePremière, 2010, 304 p. (ISBN 978-2-915789-56-0).
- Meurtres dans la famille, Paris, Dunod, 2013, 192 p. (ISBN 978-2-10-058491-8).
- avec Bernard Pechberty & Philippe Chaussecourte (dir.), Existe-t-il une éducation suffisamment bonne ? : convergences interdisciplinaires, In Press, 2013, 177 p.
- (dir.) avec Philippe Chaussecourte et Bernard Pechberty, Existe-t-il une éducation suffisamment bonne ?, Paris, In Press, 2013 (ISBN 978-2-84835-250-3).
- (dir.) Violences dans les liens familiaux, Paris, In Press, 2014 (ISBN 978-2-84835-297-8).
- (éd.) avec Delphine Bonnichon, Xanthie Vlachopoulou et Adrien Blanc, Investissement du Moi et actes manqués ; Contes, mythes, histoire des premiers temps  (trad. de l'allemand), Paris, Ithaque, 2017, 128 p. (ISBN 978-2-916120-78-2).
- (dir.) Le sport à l’adolescence. Entre violence et sublimation, Paris, In Press, 2017 (ISBN 978-2-84835-383-8).
- Freud adolescent, Paris, CampagnePremière, 2018, 206 p. (ISBN 978-2-37206-038-7).
- (dir.) Freud et ses transferts, Paris, In Press, 2018 (ISBN 978-2-84835-508-5).
- (éd.) avec Delphine Bonnichon, Xanthie Vlachopoulou et Adrien Blanc, Cartes postales, notes & lettres de Sigmund Freud à Paul Federn (1905-1938)  (trad. de l'allemand), Paris, Ithaque, 2018, 212 p. (ISBN 978-2-916120-87-4).
- Freud étudiant, Paris, CampagnePremière, 2019 (ISBN 978-2-37206-048-6).
- (dir.) avec Angélique Christaki, L’inquiétante étrangeté. De la clinique à la créativité, Paris, In Press, 2020 (ISBN 978-2-84835-632-7).

### Articles et chapitres d'ouvrages
- « Émergence du concept de limite psychique à partir des premiers travaux psychanalytiques », dans Régine Scelles (dir.), Limites, liens et transformations, Dunod, coll. « Inconscient et culture », 2003 (ISBN 9782100073047), p. 17-36
- « Hypothèses sur les origines d’une filiation théorico-clinique. Quand S. Freud analyse sa fille », dans Philippe Givre et Anne Tassel, Le Tourment adolescent, (t.2), PUF, 2006.
- « Peter Blos, une œuvre consacrée au processus d’adolescence », dans Philippe Givre et Anne Tassel, Le Tourment adolescent, (t.2), PUF, 2006.
- « La puberté psychique : premières esquisses », dans Philippe Givre et Anne Tassel, Le Tourment adolescent, (t.1), PUF, 2006, p. 55-80.
- « Transgression et recours à l’acte à l’adolescence : une forme agie d’appel à l’objet », Annales médico-psychologiques, 2007, [lire en ligne]
- « Sigmund Freud/Eduard Silberstein: une amitié passionnelle et consanguine », Adolescence, no 83,‎ 2013, p. 219-226 (lire en ligne).
- « Acte », p. 7-9 ; « États-Unis », p. 294-297 ;« Silberstein, Eduard », p. 947-950, in Sarah Contou-Terquem, Dictionnaire Freud, Paris, Robert Laffont, coll. « Bouquins », 2015  (ISBN 9782221125458).